# John Dehner
John Dehner (23 de noviembre de 1915 – 4 de febrero de 1992) fue un actor radiofónico, cinematográfico y televisivo estadounidense, intérprete de innumerables papeles, a menudo de simpáticos malvados. Entre 1941 y 1988 actuó en más de 260 filmes y programas televisivos y, antes de actuar, Dehner había trabajado como animador de Walt Disney Studios (Burbank) y como disc jockey radiofónico. Además, también fue pianista profesional.

## Radio
Nacido en el distrito de Staten Island, en la ciudad de Nueva York, Dehner tuvo una larga carrera como actor radiofónico, actuando como primer actor o como actor de reparto en series como Gunsmoke y Philip Marlowe. Se inició como Paladin en la versión radiofónica de Have Gun – Will Travel, una de las pocas ocasiones en que un show iniciado en la televisión se adaptaba a la radio. En CBS Radio, en 1958, protagonizó Frontier Gentleman, una serie de género western que se iniciaba con un tema musical de trompeta escrito por Jerry Goldsmith. El show estaba escrito y dirigido por Antony Ellis.

## Televisión y cine
Dehner actuó junto a Maudie Prickett en el episodio de 1953 "Bad Men of Marysville", dentro de la serie western The Adventures of Kit Carson, protagonizada por Bill Williams. Fue artista invitado en la serie western de antología de la NBC de 1955-1956 Frontier, así como en el drama de la CBS sobre la Guerra Fría Crusader, protagonizado por Brian Keith. Fue el sheriff Henry Plummer en un episodio de la serie de 1954-1955 Stories of the Century, con Jim Davis en el papel de Matt Clark. En 1966 interpretó al asesino "Iron Man" Torres en el episodio "Night of the Steel Assassin", dentro de la serie The Wild Wild West, interpretada por Robert Conrad.
Dehner hizo dos memorables actuaciones en la serie de la ABC Maverick (1957), con James Garner, en los episodios "Shady Deal at Sunny Acres" y "Greenbacks, Unlimited." Fue también Pat Garrett en la película con adaptación de Gore Vidal El zurdo, con Paul Newman como Billy the Kid. Dehner actuó en el film Scaramouche (1952) con el papel de Doutreval of Dijon, e interpretó a Mr. Bascombe, un personaje no cantante, en la versión cinematográfica de 1956 del musical de Richard Rodgers y Oscar Hammerstein II Carousel.
Dehner encarnó al Coronel Tedesco en el drama incluido en la serie de antología Playhouse 90 The Killers of Mussolini, según historia de A.E. Hotchner. Otras de sus actuaciones para la TV tuvieron lugar en tres episodios de Hogan's Heroes, y en 1957 trabajó en Texas Rangers con Gale Storm.
Dehner actuó en tres capítulos de The Twilight Zone: como el capitán Allenby en "The Lonely" (1959); como un ingeniero que recibe una maldición en "The Jungle" (1961); y un papel en "Mr. Garrity and the Graves", en la quinta y última temporada del show. 
Además, fue artista invitado en el episodio "Three" de la serie criminal The Brothers Brannagan, protagonizada por Stephen Dunne y Mark Roberts, e interpretó a un viejo general francés en un episodio de la serie Combat! titulado "The General and the Sargent". En ese mismo período trabajó para otra serie de corta trayectoria ambientada en la Segunda Guerra Mundial, The Gallant Men, en el episodio "A Moderately Quiet Sunday" donde interpretaba a un capitán alemán.
Dehner actuó en varias entregas de la serie The Rifleman, interpretando a personajes diferentes. También fue artista invitado del programa de la NBC The Wide Country, un drama sobre competidores de rodeo emitido en 1962-63. En un episodio de The Andy Griffith Show interpretó al Coronel Harvey, y en la siguiente temporada trabajó como artista invitado en la serie de ambiente circense de Jack Palance para la ABC The Greatest Show on Earth y en la producción de la CBS Glynis, protagonizada por Glynis Johns y Keith Andes. Dehner fue elegido para actuar en el episodio de la primera temporada de F Troop "Honest Injun", en el papel de un tramposo vendedor de productos medicinales. En 1966 fue artista invitado en el capítulo "Power of Fear", dentro de la serie western de Barry Sullivan para la NBC The Road West, y también hizo el papel recurrente de Morgan Starr en El virginiano. En 1970 trabajó en la película El club social de Cheyenne, interpretada por James Stewart y Henry Fonda.
Entre 1971 y 1973 fue Cy Bennett, el jefe de Doris Martin en The Doris Day Show. También intervino en los episodios de Columbo "Swan Song" (1974) y "Last Salute to the Commodore" (1978), donde interpretaba al "commodore" (comodoro) del título. En 1983 protagonizó una serie televisiva para la NBC, Bare Essence, en la que encarnaba a "Hadden Marshall".
Dehner también interpretó a diferentes figuras históricas, entre ellas Pat Garrett en el film western de 1957 El zurdo; a Jean Lafitte en el episodio de 1964 "The Gentleman from New Orleans", dentro de la serie Bonanza; a Thomas Jefferson en el capítulo de 1964 "Plague", perteneciente a la serie de antología The Great Adventure; a Dean Acheson en el telefilme de 1974 The Missiles of October; a Lafayette C. Baker en la película de 1977 The Lincoln Conspiracy; a John Muir en el telefilme de 1979 Guardian of the Wilderness; a Henry Luce en la cinta de 1983 Elegidos para la gloria; y al Almirante Ernest King en la miniserie de 1988 War and Remembrance. Una de sus últimas actuaciones fue como un simpático juez en el thriller Al filo de la sospecha.
John Dehner falleció a causa de un enfisema y una diabetes en Santa Bárbara (California). Tenía 76 años de edad. Fue enterrado en el Cementerio de Carpintería (California).

## Selección de su filmografía
- Fantasía (1940) - animador
- Bambi (1942) - animador
- Ten Tall Men (Diez valientes) (1951), como Jardine
- China Corsair (1951)
- Scaramouche (1952)
- Plymouth Adventure (La nave del destino) (1952), como Gilbert Winslow
- The Steel Lady (1953)
- Apache (1954)
- The Scarlet Coat (1955)
- Carousel (1956)
- The Fastest Gun Alive (1956)
- El zurdo (1958)
- Man of the West (Hombre del Oeste) (1958)
- Apache Territory (1958)
- Cast A Long Shadow (1959)
- The Jungle (The Twilight Zone) (1961)
- Critic's Choice (1963)
- Youngblood Hawke (Una mujer espera) (1964)
- Stiletto (El precio del placer) (1969)
- Dirty Dingus Magee (1970)
- Support Your Local Gunfighter (Látigo) (1971)
- Matadero cinco (1972)
- The Day of the Dolphin (1973)
- The Missiles of October (1974)
- El hombre de la montaña (1976)
- Fun with Dick and Jane (1977)
- The Lincoln Conspiracy (1977)
- Los niños del Brasil (1978)
- Nothing Personal (1980)
- Airplane II: The Sequel (1982)
- Elegidos para la gloria (1983)
- Creator (1985)
- Al filo de la sospecha (1985)